# Donald Regan
Donald Thomas Regan, född 21 december 1918 i Cambridge, Massachusetts, död 10 juni 2003 i Williamsburg, Virginia, var USA:s 66:e finansminister 1981–1985 och Vita Husets stabschef 1985–1987 under president Ronald Reagan.

## Uppväxt och tidig karriär
Donald Regan föddes i Cambridge i Massachusetts som katolik av irländsk härkomst. Han avlade 1940 sin grundexamen i engelska vid Harvard University. Han avbröt sina studier i Harvard Law School för att delta i andra världskriget i USA:s marinkår. Han tjänstgjorde på Stilla havet och deltog i fem större slag, däribland Guadalcanal och Okinawa. I Harvard var han medlem i studentföreningen Phi Beta Kappa.

## Wall Street
Regan anställdes 1946, ett år efter kriget, av investmentbanken Merrill Lynch. Han avancerade till företagets verkställande direktör, en befattning som han innehade 1971–1980. Han var vice ordförande för New York-börsen 1973–1975 och en av de ursprungliga direktörerna för Securities Investment Protection Corporation.
Regan talade för börsintroduktionen av mäklarfirmorna, något som han ansåg som ett viktigt steg i moderniseringen av Wall Street. Merrill Lynch börsintroducerades 23 juni 1971 efter exemplet av firman Donaldson, Lufkin & Jenrette.
Regan krävde ett slut på fasta minimikommissioner för mäklare, något som han uppfattade som en kartelliknande begränsning, eftersom det innebar en fast summa som mäklarfirmorna varje gång måste kräva av kunden när de gjorde en transaktion. Han lyckades åstadkomma målet 1975, då fasta minimikommissioner slopades.

## I Reagans tjänst
President Ronald Reagan utnämnde Donald Regan 1981 till finansminister. Han blev en förespråkare för utbudsekonomi (också känd som Reaganomics). Regan arbetade med skattereformen; både inkomstskatterna och företagsbeskattningen sänktes. Regan bytte 1985 oväntat jobb med Vita husets stabschef James Baker. Han avgick som stabschef 1987 under påtryckningar som förorsakades av avslöjandena i Iran-Contras-affären (han hade också konflikter med presidentens hustru Nancy Reagan). Donald Regan uppfattades som syndabock för affären och det skämtsamma uttrycket Reagan had Regan (stabschefen var dock inte släkt med presidenten) spred sig i Washington. Som stabschef utövade Donald Regan stort inflytande på dagspolitiken (bland annat på grund av presidentens sjukdom), så mycket att Howard Baker, hans efterträdare som stabschef, påstod att Regan höll på att bli "premiärminister".
Donald Regans bok For the Record: From Wall Street to Washington avslöjar hans konflikter med Nancy Reagan och innehåller påståendet om att Nancys astrolog Joan Quigley kunde påverka tidtabellen för presidentens uppträdanden.

## Efter pensioneringen
Efter pensioneringen levde Regan ett stilla liv med hustrun Ann Buchanan Regan. De var gifta i över sextio år. Regan tillbringade mycket tid i sin ateljé, där han målade landskapsmålningar, av vilka han sålde vissa för tusentals dollar, och några hänger på museer. Regan hade fyra barn och nio barnbarn.
Donald Regan avled i Alzheimers sjukdom 84 år gammal på ett sjukhus nära sitt hem i Williamsburg i Virginia.